# Hospital Dr. Euryclides de Jesus Zerbini
Hospital Dr. Euryclides de Jesus Zerbini antigo Hospital Brigadeiro é um hospital público de transplantes brasileiro, localizado na região da Avenida Paulista em São Paulo. Primeiro desta modalidade no país, é gerido pela Associação Paulista para o Desenvolvimento da Medicina.
Antigamente denominado Hospital Brigadeiro, foi re-inaugurado em 15 de junho de 2010 e possui capacidade para realizar 636 transplantes anuais, sendo 240 de rim, 200 de córnea, 100 de fígado, 48 de pâncreas e 48 de medula óssea.